# 갱맘
갱맘(본명: 이창석, 1994년 6월 23일 ~ )은 대한민국의 전직 리그 오브 레전드 프로게이머이다. 선수 시절 아이디는 GBM이며 포지션은 미드라이너였다. 현재 T1의 컨텐츠 크리에이터로 활동하고 있다.

## 선수 시절
엔다이 거츠에서 활동했다.
2013년 6월 28일, CJ 엔투스 프로스트에 입단했다. 서머 시즌 빠른별의 서브 선수로 활동하면서 간간히 출전했다. 2013-2014 윈터 시즌에서는 무난한 모습을 보여주었다. NLB 윈터 시즌에서도 좋지 못한 모습을 보여주었다.
2014년 2월, 진에어 그린윙스 펠컨스에 입단했다. 스프링 시즌에서는 팀의 주전으로 활동하면서 괜찮은 모습을 보여주었다. 서머 시즌에서도 좋은 활약을 이어나갔다.
2015시즌을 앞두고 진에어 그린윙스의 통합팀으로 합류했다. 스프링 시즌에서는 초반 괜찮은 모습을 보여주었으나 이후 점차 좋지 못한 모습을 보여주었다. 서머 시즌에서는 서브 선수인 쿠잔과 번갈아가면서 출전했다.
2016시즌을 앞두고 NRG e스포츠에 입단했다. 스프링 시즌 팀이 불안한 모습을 보여주는 와중 좋은 모습을 지속적으로 보여주었다. 서머 시즌에서도 팀의 에이스로 활동하면서 부진한 팀에서 분전하는 모습을 보여주었다. 2016년 8월, 팀에서 퇴단했다.
2017시즌을 앞두고 팀 바이탈리티에 입단했다. 바이탈리티에서는 서브 선수로 활동했다.
2017년 5월, e유나이티드에 입단했다.
2018시즌을 앞두고 슈퍼매시브 e스포츠에 입단했다. 2018 윈터 시즌 좋은 모습을 보여주면서 팀의 우승에 기여했다. 스프링 시즌 우승으로 2018 MSI에 참가했다. 하지만 MSI에서는 좋지 못한 모습을 보여주었다. 서머 시즌에서는 좋은 모습을 보여주면서 팀의 우승에 기여했다. 롤드컵 2018에서는 플레이인부터 활동했으나 부진하면서 조별리그 진출에 실패했다.
2019시즌을 앞두고 로열 유스에 입단했다.
2019년 5월, 갈라타사라이 e스포츠에 입단했다. 갈라타사라이에서는 무난한 모습을 보여주었다.
2019시즌 종료 이후 팀에서 퇴단했다. 은퇴 이후 튀르키예에서 임금체불이 있었다고 폭로했다.

## 은퇴 이후
2020시즌을 앞두고 그리핀의 코치로 부임했다. 2020년 5월, 팀에서 퇴단했다.
2020년 6월, 파파라 슈퍼매시브의 코치로 부임했다. 서머 시즌 팀의 우승에 기여했다. 롤드컵 2020 로스터에 합류하면서 참가하였다. 팀은 롤드컵에서 플레이인 2라운드에 진출했다. 2020시즌 종료 후 팀에서 퇴단했다.
2021년 5월, T1의 스트리머진에 합류했다.

## 소속팀

### 선수
| # | 팀명                   | 소속 기간             | 소속 리그 | 비고 |
| - | ---------------------- | --------------------- | --------- | ---- |
| 1 | 엔다이 거츠            |                       |           |      |
| 2 | CJ 엔투스 프로스트     | 2013.06.28~2014.01.29 | LCK       |      |
| 3 | 진에어 그린윙스 펠컨스 | 2014.02~2015.11.05    | LCK       |      |
| 4 | NRG e스포츠            | 2015.11.16~2016.08.11 | LCS       |      |
| 5 | 팀 바이탈리티          | 2017.01.05~2017.05.09 | LEC       |      |
| 6 | e유나이티드            | 2017.05.09~2017.11.21 |           |      |
| 7 | 슈퍼매시브 e스포츠     | 2017.11.29~2018.11.20 | TCL       |      |
| 8 | 로열 유스              | 2018.11.27~2019.04.10 | TCL       |      |
| 9 | 갈라타라사이 e스포츠   | 2019.05.09~2019.11.18 | TCL       |      |

### 지도자
| # | 팀명              | 직책 | 소속 기간             | 소속 리그 | 비고 |
| - | ----------------- | ---- | --------------------- | --------- | ---- |
| 1 | 그리핀            | 코치 | 2019.12.16~2020.05.19 | LCK       |      |
| 2 | 파파라 슈퍼매시브 | 코치 | 2020.06.15~2020.11.16 | TCL       |      |

## 수상 내역

### 선수
- 리그 오브 레전드 챌린저스 코리아 서머 2015 리그 2 우승
- 터키 챔피언십 리그 윈터 2018 우승
- 리프트 라이벌즈 2018 퍼플 리프트 우승
- 터키 챔피언십 리그 서머 2018 우승

### 지도자
- 터키 챔피언십 리그 서머 2020 우승